# KT 인터넷 속도 저하 사건
KT 인터넷 속도 저하 사건은 유튜버 잇섭에 의해 폭로된 사건으로 10기가 인터넷이 100메가로 서비스되는 등 KT의 수준 낮은 인터넷망 환경과 KT의 부실 대응 및 미흡한 서비스에 대해 비판한 사건이다.

## 사건 내용

### 폭로
2021년 4월 17일, 잇섭이 사용하는 10기가 인터넷 요금제가 실제로는 100메가로 서비스되고 있었다는 사실을 폭로하였다. 잇섭은 영상에서 속도 테스트에 대한 자료를 공개했다. 이후 논란이 기사화되며 KT 사용자들이 반발한 사건이다.

### 결과
2021년 4월 19일 KT측은 "최근 스튜디오를 이사하는 과정에서 생긴 오류로 인해 고객의 정보가 잘못 이관되었다"면서 "이 때문에 100메가밖에 제공되지 않았을 것"이라 해명했다. 이어 6시에 열린 미팅에서 공식적으로 고객에게 불편을 끼쳐드린 점을 인정하고 사과했다.

## 영향
방송통신심의위원회는 고객의 실수 등 외부적인 요인 때문에 사건이 발생했는지, 아니면 KT측에서 약관을 위반해 의도적인 잘못을 했는지 사실확인 후 제재를 가할 것이며 필요 시 실태조사 진행을 통해 개선점을 찾아 개선해 나갈 계획이라고 밝혔다. 한편 22일 국회 과학기술정보방송통신위원회에서도 이번사건을 통해 실태조사를 요구할 것이라고 밝혔다.